# Aurelije i Natalija
Aurelije i Natalija (umrli 852 n. e.) bili su kršćanski par koji je pogubio Abd ar-Rahman II., Emir Cordoba, jer su odbili odreći se svoje vjere. Katolička crkva i Pravoslavna crkva smatraju ih mučenicima i svecima.

## Život
Aurelije je rođen u bogatoj obitelji u Sevilli. Njegov otac bio je muslimanski Arap, a majka kršćanka iz Španjolske. Kao dijete ostao je siroče i odgojila ga je teta koja je vjerojatno bila tajno kršćanka. U to vrijeme kršćani su bili progonjeni u maurskim kraljevstvima Španjolske..
Aurelije se oženio Sabigotho, djevojkom iz muslimanske obitelji. Nakon vjenčanja, Sabigotho je odlučila preći na kršćanstvo i uzela je ime Natalija. Par je živio u Emiratu Córdoba, imao je kćer i živio je tajno kao kršćani. U to vrijeme, prelazak s islama na kršćanstvo bio je zločin kažnjiv smrću.
Jednog dana, Aurelije je svjedočio javnom bičevanju kršćanskog trgovca koji je javno ispovijedao svoju vjeru u Krista. Šokirani tim događajem, Aurelije i Natalija odlučili su da više ne mogu skrivati svoju vjeru. Odvojili su novac za svoju kćer, a ostatak ušteđevine podijelili siromašnima. Zatim su počeli otvoreno propovijedati svoju vjeru i brigu za zatočene kršćane.

## Štovanje
Blagdan Aurelija i Natalije pada 27. srpnja. Oni su među mučenicima iz Córdobe, 48 kršćana pogubljenih u tom gradu između 850. i 859. godine.
Relikvije Aurelija čuvaju se u oltaru u Metropolitanskoj katedrali Bazilike Santa María la Antigua u Panama.

## Vanjske poveznice
- Sveti Aurelije i Natalija na catholic.org
- Santa Liliosa de Córdoba, Mártir